# Fodro
Il fodro costituiva in epoca altomedievale un'esazione in natura, sotto forma di cibo e foraggio, che i privati cittadini erano tenuti a versare per il mantenimento del sovrano e del suo apparato amministrativo e militare.
Col dissolversi dell'impero carolingio il fodro passò tra i diritti rivendicati dai signori locali, sino a quando, con la crescita dell'economia monetaria successiva all'anno 1000, esso venne sempre più spesso tradotto in danaro. Ancora nel XII secolo tuttavia Federico Barbarossa cercò di imporre ai comuni italiani l'assoggettamento al fodro per il mantenimento del suo esercito. 